# Dörrwolf
Dörrwolf, niedersorbisch Lambownja, ist ein Wohnplatz von Lindchen, einem Ortsteil der Gemeinde Neu-Seeland im Landkreis Oberspreewald-Lausitz im Süden des Landes Brandenburg. Die Siedlung gehört dem Amt Altdöbern an.

## Lage
Dörrwolf liegt in der Niederlausitz, rund sechs Kilometer Luftlinie östlich der Stadt Großräschen. Umliegende Ortschaften sind Leeskow im Norden, Lindchen im Nordosten, Zollhaus im Osten, Ausbau im Süden, Allmosen im Südwesten und Dörrwalde im Westen. Anderthalb Kilometer nördlich von Dörrwolf liegt die Landesstraße 531, von der eine Verbindungsstraße in den Ort führt. Einen Kilometer südöstlich liegt die Bundesstraße 169 von Senftenberg nach Cottbus, an diese ist der Ort jedoch nicht angebunden. Dörrwolf gehört zum amtlichen Siedlungsgebiet der Sorben/Wenden.

## Geschichte
Die Siedlung Dörrwolf wurde als Schänke und Schmiede von Leeskow mit dem Namen „Dürre Wolf“ angelegt. 1818 hatte der Ort zehn Einwohner. Zu diesem Zeitpunkt gehörte Dörrwolf zum Landkreis Calau in der preußischen Provinz Brandenburg. Laut der Topografisch-statistischen Übersicht des Regierungsbezirks Frankfurt a.d.O. aus dem Jahr 1844 hatten die zwei Gebäude elf Einwohner, die nach Ressen eingepfarrt waren. 1864 hatte Dörrwolf 19 Einwohner.
Nach dem Zweiten Weltkrieg kam Dörrwolf in die Sowjetische Besatzungszone und gehörte dort weiterhin zum Landkreis Calau. Die Siedlung bestand damals aus drei Wohnhäusern, 1949 wurde ein viertes Haus errichtet. Im folgenden Jahr wurde der Landkreis Calau nach einer Gebietsreform in Landkreis Senftenberg umbenannt. Seit der DDR-Kreisreform am 25. Juli 1952 gehörte Dörrwolf zum Kreis Calau im Bezirk Cottbus. 1961 wurde eine Wasserleitung durch den Ort verlegt. Am 1. Januar 1974 wurde Leeskow mit der Siedlung Dörrwolf nach Lindchen eingemeindet. Nach der Wiedervereinigung gehörte die Siedlung zunächst zum Landkreis Calau im Land Brandenburg, seit 1992 ist Dörrwolf Teil des Amtes Altdöbern.
Der Landkreis Calau ging am 6. Dezember 1993 durch Fusion mit dem Landkreis Senftenberg im neuen Landkreis Oberspreewald-Lausitz auf. 1998 lebten in Dörrwolf nur noch zwei Einwohner. Am 1. Februar 2002 fusionierte die Gemeinde Lindchen mit Bahnsdorf, Lubochow und Ressen zu der neuen Gemeinde Neu-Seeland. Im Oktober 2010 lebten zwölf Menschen in Dörrwolf.